# Mulini ad acqua sul fiume Olona

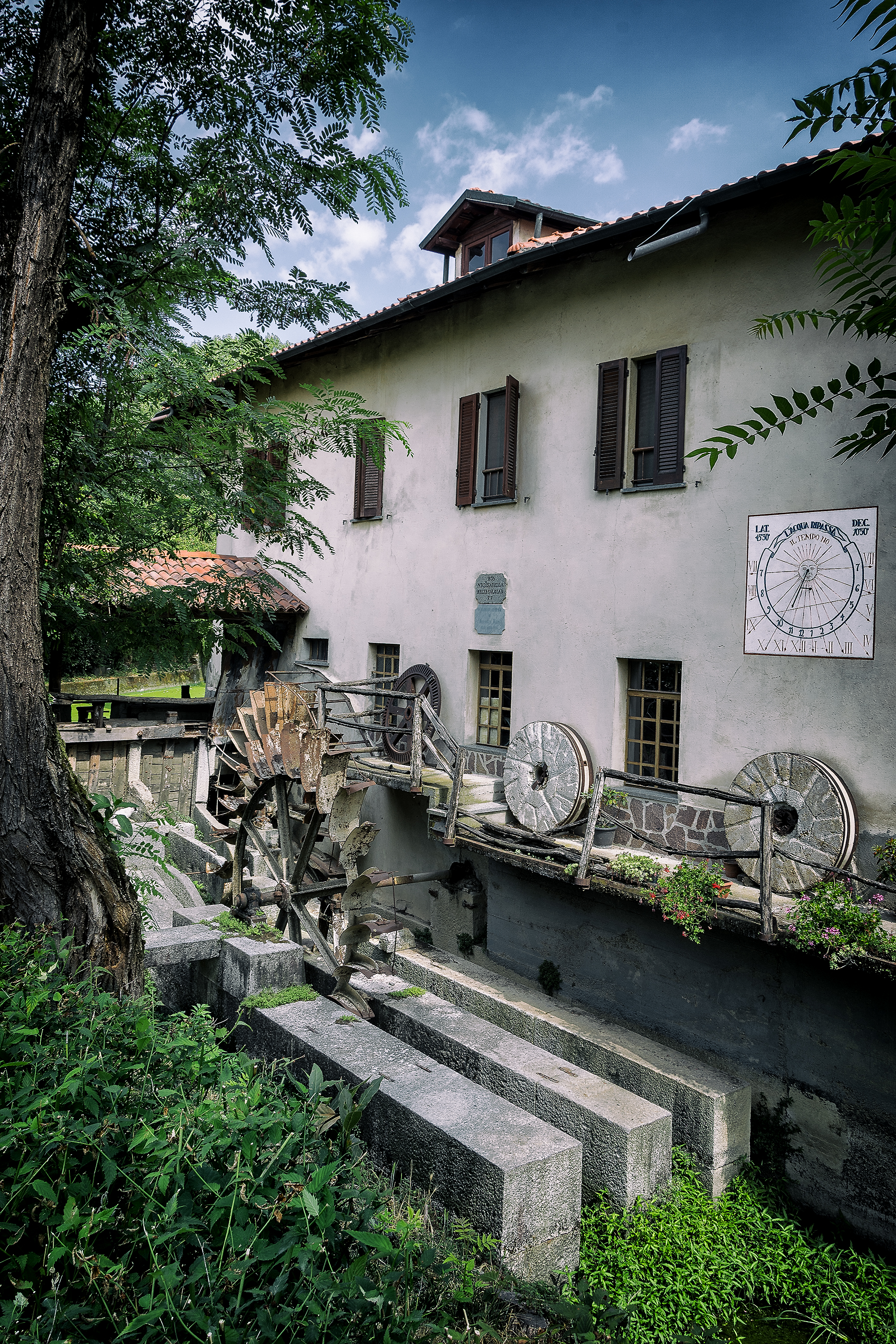
Scorcio del mulino Meraviglia di San Vittore Olona

I mulini ad acqua sul fiume Olona sono degli edifici destinati all'attività molinatoria che sono disseminati lungo le rive del fiume Olona.
Conobbero il loro apice di sviluppo nel XVII secolo con la presenza, lungo le rive del fiume, di circa un centinaio di impianti molinatori. In seguito, dal XVIII al XIX secolo, ci fu una fase di declino, che terminò appena dopo la seconda guerra mondiale, quando i mulini attivi ancora presenti sulle rive del fiume erano ormai solo una decina. Con il passare dei secoli, il loro numero è progressivamente diminuito, e solo una piccola parte è giunta sino al XXI secolo. Alcuni di essi versano in stato di abbandono, mentre altri sono stati recuperati per le più svariate finalità.
La presenza dei mulini, l'abbondanza di manodopera locale, l'esistenza di moderne e rilevanti vie di comunicazione lungo le sponde, la presenza di personalità della zona che possedevano cospicui capitali da investire e la lunga tradizione artigianale della Valle Olona permisero al fiume, che scorre in provincia di Varese e Milano, di diventare una delle culle dell'industrializzazione italiana.

## Storia

### Le origini

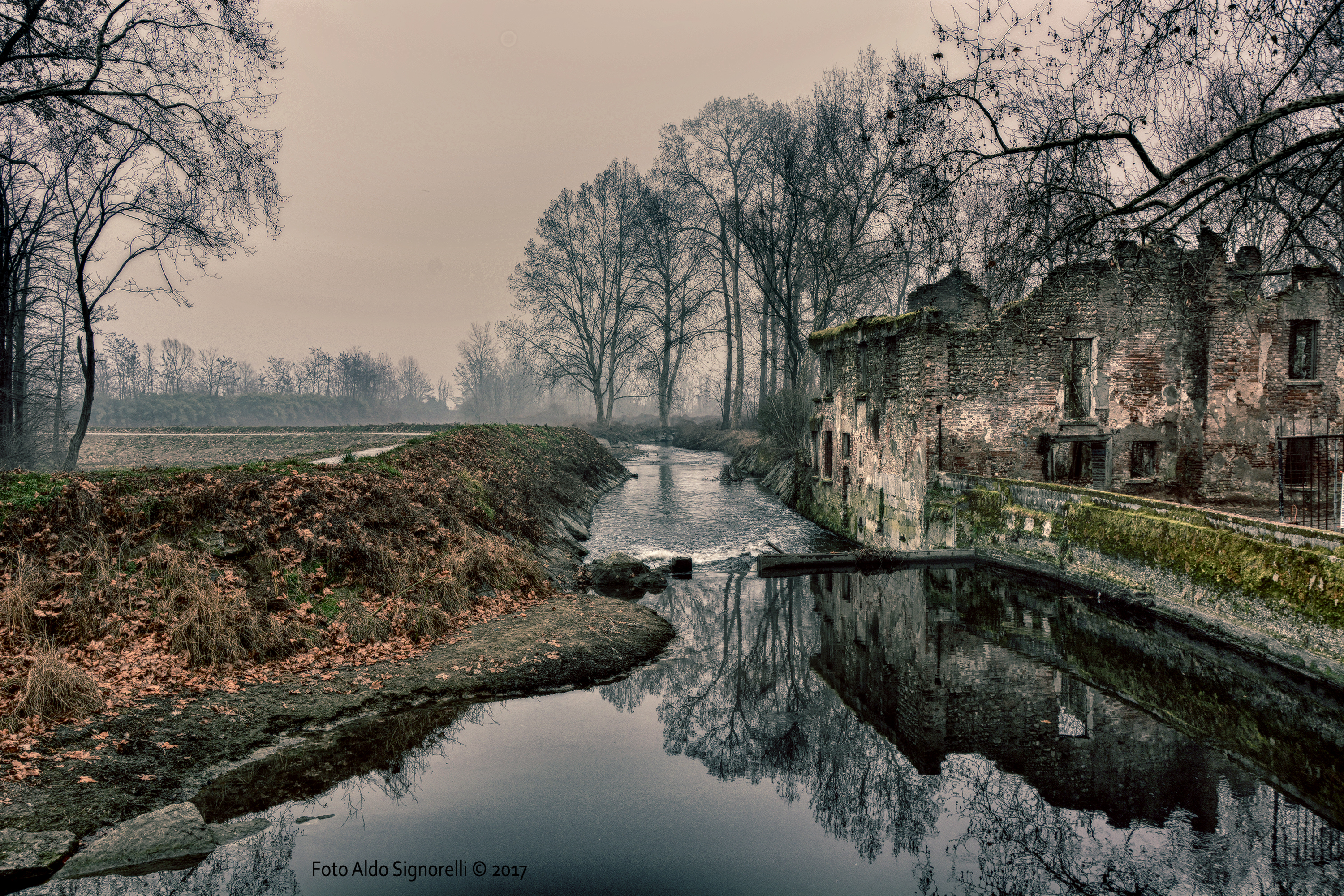
I resti del mulino Cornaggia a Legnano, che si trovano a valle del castello Visconteo

Tra le sorgenti e Nerviano il corso del fiume era un tempo disseminato di mulini. Fin dal Medioevo, prosperava l'attività molitoria. Tale era il numero di mulini da far supporre che nel XV secolo questa attività costituisse per l'intera zona una notevole fonte economica. Il possesso dei mulini consentiva alle autorità di conservare il controllo dei territori circostanti. Quest'ultima, infatti, era collegata al rifornimento di cereali, da parte dei mugnai dell'Alto Milanese, alla città di Milano. Le famiglie nobiliari del tempo tendevano quindi a concentrare le proprietà dei mulini per conservare il potere discrezionale sul loro uso, soprattutto in tempo di carestia. Questa importanza fu tale anche nei secoli successivi, e per questo motivo le Signorie degli Sforza e dei Visconti posero a presidio dei più importanti raggruppamenti di mulini sull'Olona alcune fortificazioni, sfruttando fortilizi e castelli già esistenti. Il tratto del fiume dove era presente la gran parte dei mulini era quello tra Legnano e Pogliano.

Mulino Krumm e Salmoiraghi di Legnano sull'Olonella nel 1881

Il più antico documento conosciuto nel quale si nomina un mulino sull'Olona è del 1043: esso fa riferimento ad un palmento di proprietà di Pietro Vismara situata a "Cogonzio" (toponimo poi scomparso), tra la località "Gabinella" a Legnano e Castegnate, nei pressi della chiesa di San Bernardo. Altri documenti che testimoniano la presenza di mulini a Legnano sono datati 12 settembre 1238 ("de subtus Legniano", ovvero "a sud di Legnano") e 1261.
L'attività vinicola dell'Altomilanese, un tempo fiorente, fu messa in crisi a metà del XIX secolo da alcune malattie della vite. La prima infezione, la nosematosi, comparve tra il 1851 ed il 1852 e causò una rapida diminuzione della quantità di vino prodotta in Lombardia: gli ettolitri di vino prodotti passarono da 1.520.000 del 1838 a 550.000 nel 1852. L'arresto definitivo della produzione vinicola coincise con il manifestarsi, tra il 1879 e il 1890, di altre due malattie della vite: la peronospora e la fillossera. In seguito a queste epidemie, le coltivazioni vinicole nell'intero Altomilanese scomparvero, ed i contadini concentrarono gli sforzi nella produzione di cereali e bachi da seta. Nelle altre zone vinicole lombarde il problema fu risolto con l'innesto di specie di viti immuni alla malattia (uva americana).

### I decreti ed i regolamenti per l'uso delle acque

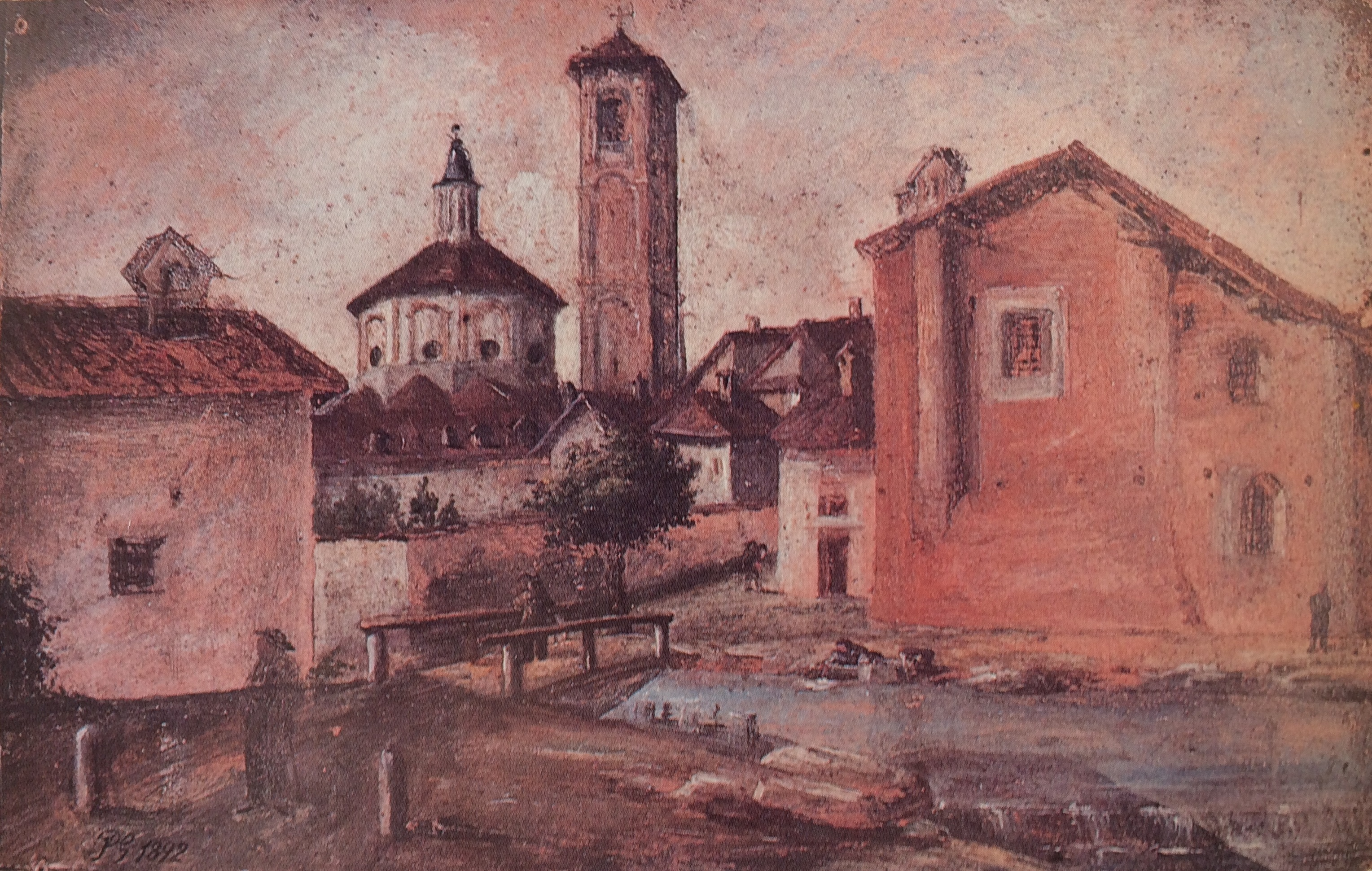
Il Mulino Arcivescovile a Legnano in un acquarello di Giuseppe Pirovano del 1849

L'uso intensivo delle acque dell'Olona da parte degli agricoltori, dei mugnai e degli artigiani richiese da parte delle autorità l'emanazione di apposite norme (i cosiddetti "Statuti delle strade e delle acque del contado di Milano"): ciò avvenne la prima volta nel 1346 e poi nel 1396. Questi documenti spiegavano le modalità di sfruttamento delle acque nell'irrigazione e per il loro impiego come forza motrice per la movimentazione delle ruote idrauliche dei mulini. Da ciò si può dedurre l'importanza che le autorità dell'epoca attribuivano alla funzione dei mulini.
Le premesse all'istituzione di un consorzio tra gli utilizzatori delle acque del fiume si ebbero nel 1541, quando furono sottoscritte le cosiddette Novae Costitutiones (in italiano, le "nuove costituzioni"). In questo caso il nuovo contratto, che aveva carattere pubblico, prevedeva un Regius Judex Commissarius Fluminis Olona (in italiano, "commissario del fiume "), che sovrintendeva al controllo degli utilizzatori delle acque dell'Olona. In genere, tale funzione era ricoperta da un esponente del Senato di Milano. Le Novae Costitutiones, e le cariche ad esse associate, restarono in vigore fino al 1797.
Nel 1548 fu emanata una "grida" che obbligava gli utilizzatori delle acque a comprovare, tramite documentazione scritta, i dettagli dei vari impieghi. Il mancato rispetto di queste norme comportava il pagamento di sanzioni, nei confronti delle quali le famiglie nobiliari erano esentate. In questi secoli la distribuzione delle acque non era equanime. Gli utilizzatori più ricchi e potenti prevaricavano infatti su quelli più poveri e indifesi.
Nel 1606 fu costituito a Milano un vero e proprio consorzio fra gli utilizzatori sotto la sorveglianza del commissario del fiume. Non fu un caso che il consorzio sia nato a Milano: nel capoluogo meneghino dimoravano infatti gli utilizzatori delle acque che avevano gli interessi più cospicui. Questa associazione consortile sopravvive ancora con il nome di consorzio del fiume Olona.

### I censimenti

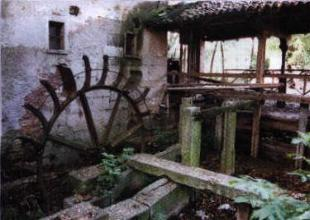
Il mulino Montoli a San Vittore Olona.

Nel 1606 la Regia Camera Ducale di Milano commissionò alcune "oculari ispezioni" eseguite da ingegneri provinciali o da custodi del fiume, ai quali era assegnata la salvaguardia dei singoli tratti del fiume. L'ingegner Pietro Antonio Barca censì 106 mulini tra la sorgente della Rasa di Varese sino alla città di Milano, di cui 105 utilizzati per la macinazione del grano mentre l'ultimo, ubicato a Milano e di proprietà dei Reverendi Frati di San Vittore Olona, azionava un maglio per la costruzione di armi e corazze. I primi censimenti consentirono, per la prima volta, un'indagine approfondita dei mulini presenti lungo il fiume. Era infatti interesse del governo trovare gli abusi e gli sprechi perpetrati dagli utenti, e determinare con precisione le tasse che questi ultimi dovevano pagare per il prelevamento dell'acqua.
Nell'ispezione del 1606 si constatò che la zona del Legnanese era un luogo adatto per la costruzione dei mulini, dato che in quest'area il fiume Olona forniva acque costanti per gran parte dell'anno, e sufficientemente veloci per muovere le grandi pale. In questo tratto di fiume ne risultarono in attività 14. Nel 1608, nel corso di un sopralluogo eseguito dall'ingegnere Paolo Barca, venne constatata la presenza di 116 mulini lungo il fiume con 463 ruote idrauliche a servizio di questi impianti molinatori (chiamate, nella Valle Olona, "rodigini"). Dato che le ruote in funzione erano 463, da questi dati si può dedurre che molti mulini avevano più di una ruota. Ognuna di esse poteva svolgere una funzione diversa. Con la relazione di Barca furono determinati per la prima volta il numero dei mulini, delle ruote e dei proprietari.

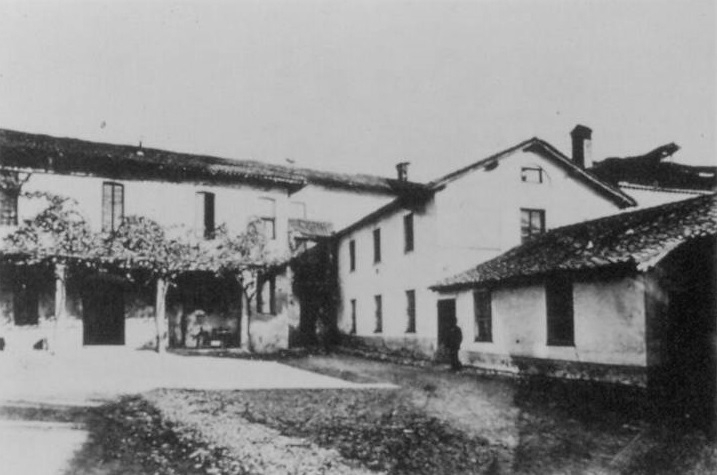
Il mulino Pomponio (o Prata) di Legnano in un'immagine del 1881. Venne acquistato dal Cotonificio Cantoni nel 1829. Si trovava lungo l'Olonella all'altezza della moderna piazza IV novembre.

Nel 1733 fu compiuto un secondo censimento. Realizzato dal camparo Gaspare Bombelli, questo documento riportava i mulini e gli edifici presenti lungo il corso del fiume. Nel 1772 fu compiuto un terzo censimento, questa volta ad opera del conservatore Gabriele Verri e dall'ingegner Gaetano Raggi. Qui il numero di mulini era diminuito, passando da 116 a 106, per un totale di 424 rodigini. Questi mulini muovevano anche un filatoio, due folle di panni, alcuni torchi d'olio e un maglio. Nell'anno citato a Legnano i mulini erano diminuiti a 12 e tra i proprietari erano presenti, oltre che una buona parte delle famiglie nobili, anche l'Ospitale Maggiore di Milano e la Mensa Arcivescovile della Diocesi di Milano. A partire dal XVIII secolo cambiò anche la ripartizione delle proprietà. Dai censimenti del Settecento risultava infatti che le proprietà legate agli ecclesiastici erano diminuite.
Fino al XVIII secolo i mugnai che lavoravano nei mulini non erano, in genere, anche i loro proprietari. Dalla fine del secolo citato, i molinari iniziarono ad acquistare i mulini dove esercitavano la loro attività.
Un secolo dopo il numero di mulini scese ancora. Nel 1881, stando alla relazione dell'ingegner Luigi Mazzocchi, nominato ingegnere d'Olona nel 1880 dal consorzio del fiume, i mulini erano infatti 55, per un totale di 170 ruote. Da questo censimento risulta che i proprietari dei mulini non appartenevano più alla classe nobiliare ed a quella ecclesiastica, ma alla nascente classe borghese.

### I livellari ed i conduttori

Mulino Galletto a Canegrate

I mugnai, cioè coloro che lavoravano e dimoravano con la loro famiglia nei mulini lungo l'Olona, erano definiti "conduttori". I conduttori, a loro volta, ricevevano il permesso di insediarsi nei mulini dai cosiddetti "livellari", cioè da coloro che gestivano e controllavano gli impianti molinatori per conto dei proprietari veri e propri. Molto spesso erano i livellari a lavorare nei mulini senza delegare questo compito ai conduttori. La gestione dei mulini era feudale. La funzione di conduttore del mulino era infatti ereditaria, cioè passava di padre in figlio. In assenza di figli maschi, il livellaro sceglieva un nuovo conduttore.
Le denominazioni dei mulini difficilmente richiamavano il nome del proprietario. Esse erano generalmente legate ai nomi dei conduttori e dei livellari. Ad esempio, il mulino Gadda di Fagnano Olona era conosciuto in questo modo per il cognome del livellaro e non per i conti Terzaghi, che ne erano i proprietari.
A cavallo tra il XVIII ed il XIX secolo questa situazione cominciò a mutare. I livellari ed i conduttori, grazie al denaro accumulato negli anni e con il passare delle generazioni, furono in grado di acquistare i mulini dai padroni storici.

### I mulini, gli artigiani e l'industria

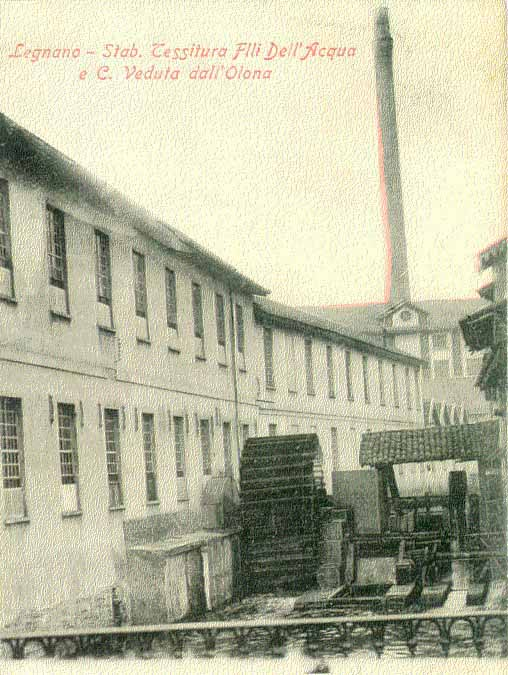
Il cotonificio Dell'Acqua a Legnano, sorto lungo l'Olona.

I mulini del fiume Olona non venivano utilizzati solamente per macinare i cereali, ma anche per produrre olio di semi, per pilare il riso e per far muovere i macchinari degli artigiani. Le ruote installate lungo l'Olona facevano infatti funzionare i magli per la lavorazione del rame e del ferro, le segherie (sia di marmo che di legname), e gli strumenti degli artigiani tessili. Lungo le sponde del fiume, le stoffe di canapa e lino venivano macerate, mentre quelle di lana erano sottoposte a lavaggio. A causa dei depositi che decantavano sul fondo, le attività connesse alla lavorazione del lino e della canapa vennero in seguito vietate.
I mulini sono stati protagonisti della prima fase della rivoluzione industriale che ha coinvolto la valle Olona nel XIX secolo. Dopo il 1820, i mulini iniziarono ad essere utilizzati per far muovere i macchinari delle prime fabbriche sorte lungo le sponde del fiume. Durante lo sviluppo industriale del XIX e XX secolo, molti mulini entrarono a far parte degli stabilimenti industriali che stavano sorgendo lungo l'Olona. Infatti, molte attività preindustriali che sorsero nella Valle Olona, e che furono i nuclei dei futuri e moderni stabilimenti industriali, vennero impiantate lungo le rive del fiume per permettere la movimentazione degli impianti grazie allo sfruttamento della forza motrice delle acque. Questa forza motrice venne originata grazie alla modifica e all'ampliamento dei mulini destinati originariamente alla macinazione dei prodotti agricoli. L'industrializzazione delle sponde dell'Olona fu quindi graduale, con gli imprenditori che preferirono sfruttare gli impianti idraulici degli antichi mulini piuttosto che impiantarne di nuovi. In altre parole, l'industria nasceva come metamorfosi di parte degli antichi mulini, che si trasformarono dapprima in protoindustrie e poi in attività industriali vere e proprie. Come conseguenza, la maggior concentrazione di attività preindustriali si ebbe in corrispondenza dei tratti del fiume dove era maggiore la presenza di impianti molinatori.
L'avvento dell'industria è stata la conseguenza naturale di un processo che, nel tempo, ha visto il fiume svolgere la funzione di perno delle attività economiche. Lo spirito d'iniziativa e la presenza dei mulini hanno innescato un fenomeno industriale di grandissimo rilievo. Molti pionieri dell'industria fecero della zona uno dei più importanti centri industriali tessili italiani del XIX secolo, inglobando, all'interno delle loro fabbriche, diversi mulini. All'inizio del XIX secolo, alle pale mosse dall'acqua, furono collegate delle grandi cinghie che muovevano telai tessili, macchine utensili, magli e persino gli impianti di una fabbrica per la birra. Nel corso del XIX secolo gli imprenditori fecero a gara per accaparrarsi gli antichi mulini. Molti mugnai rifiutarono le offerte, ma altri cedettero le loro attività alle nascenti industrie.

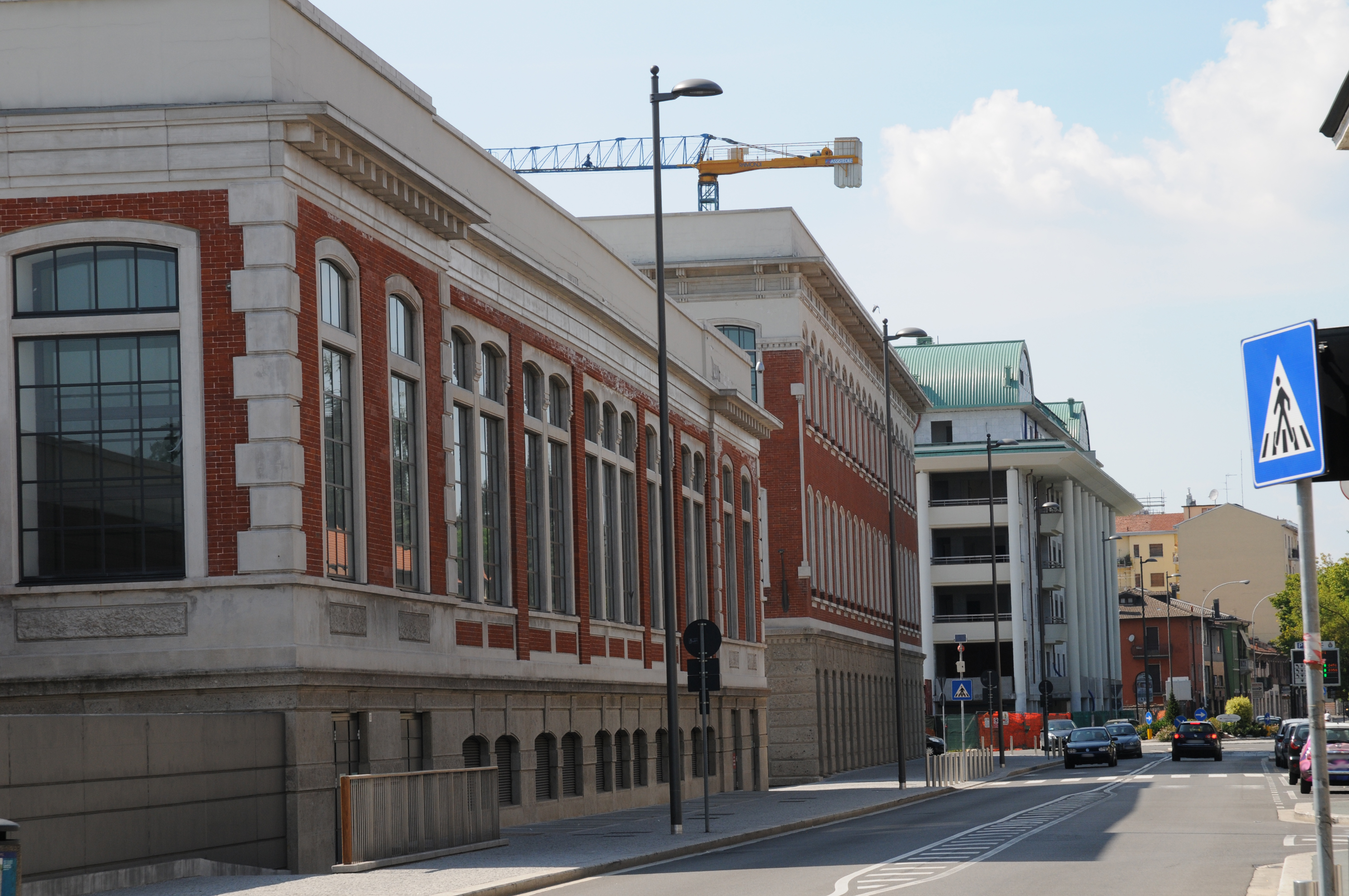
Sulla sinistra, le facciate ristrutturate dei capannoni dell'ex-cotonificio Cantoni a Legnano. Sono l'unica parte superstite del complesso produttivo

Un esempio di azienda che sorse lungo l'Olona e che sfruttò originariamente la forza motrice del fiume fu il cotonificio Cantoni. Anche in questo caso l'attività di filatura utilizzava i mulini da grano già esistenti sul fiume, opportunamente adeguati. Prima Camillo Borgomanero (fondatore del primo nucleo produttivo del cotonificio), poi Costanzo Cantoni, acquistarono due impianti molinatori: il mulino Isacco (già della famiglia Lampugnani, ed acquistato nel 1819) ed il mulino Cornaggia-Medici (1841). Quest'ultimo mulino era molto antico, essendo appartenuti ai Melzi fin dal 1162. In un documento del 27 marzo 1847 si può leggere: "[...] Il Sig. Cantoni Proprietario di due mulini uniti posti sull'Olona, il primo detto del Pomponio in mappa al n. 1632. Fu venduto dal nobile Sig. marchese Cornaggia venduto nell'anno 1831 alla ditta Bazzoni & Sperati, ed indi nel 1841 acquistato dal Sig. Cantoni [...]".
Nel 1881 i mulini censiti furono 55 ed alcuni di essi avevano cambiato la loro attività iniziale. A Induno Olona alcuni mulini azionavano una macina e un torchio per olio, una conceria per le pelli e un torcitoio per la seta. Nella zona di Varese, i mulini erano quattordici ed per tre di questi erano associate due cartiere e un torcitoio per la seta. Lungo il corso del fiume nella valle Olona, l'ingegner Mazzocchi notò nei mulini molti torchi per l'olio, cartiere e numerose filature, tessiture e tintorie. Ad esempio, a Legnano, su 11 mulini censiti, in quattro si continuava nella tradizionale macinatura del grano (nello specifico, nei mulini della Gabinella, del Contess, del Castello e Melzi), mentre negli altri la funzione era cambiata, essendo stati inglobati negli stabilimenti industriali. I mulini che macinavano ancora cereali e che non erano stati inglobati nelle industrie, vennero poi resi gradualmente obsoleti dalle nuove tecniche di macinazione.
Molti di essi furono in seguito abbandonati o demoliti dalle industrie per poter permettere l'installazione delle più moderne ed efficienti turbine idrauliche. Lo scopo dell'acquisizione dei mulini e della successiva installazione di ruote idrauliche era quello di far muovere i macchinari delle industrie tessili, meccaniche, conciarie, cartarie, oltre che gli impianti delle tintorie, delle sbianche e delle centrali idroelettriche. Per quanto riguarda queste ultime, nel 1920, lungo l'Olona, erano operative due centrali idroelettriche. Anche dieci aziende sorte lungo l'Olona possedevano delle piccole centrali idroelettriche a servizio degli stabilimenti.
Poi, con la comparsa dei motori a vapore e di quelli elettrici a cavallo tra il XIX ed il XX secolo, l'energia per far muovere i macchinari non proveniva più solamente dall'Olona e quindi le ruote idrauliche furono gradualmente abbandonate. A Legnano i sette mulini del centro della città furono demoliti dalle grandi industrie cotoniere per permettere l'installazione delle più moderne ed efficienti ruote idrauliche. Nel periodo post bellico, a causa delle nefaste conseguenze del conflitto, crebbe il fabbisogno di corrente elettrica, e l'uso delle vecchie ruote dei mulini tornò ad essere economicamente conveniente, anche se solo per le piccole officine. Gli antichi mulini ripresero dunque ad azionare trapani, piallatrici, mole a smeriglio, ecc., ma anche questo nuovo risveglio si spense presto col mutare delle condizioni economiche.

### I mulini nel XXI secolo
Come già accennato, dopo un lunghissimo servizio reso principalmente all'agricoltura, molti degli antichi mulini sono scomparsi, vittime del progresso della tecnologia e delle nuove tecniche di macinazione, oltre che della nascita dei primi insediamenti industriali. Al XXI secolo, è rimasto ben poco di quel paesaggio fluviale costellato di mulini, che nei secoli scorsi caratterizzava le rive del fiume Olona.

## Cronologia riguardante i mulini sul fiume Olona

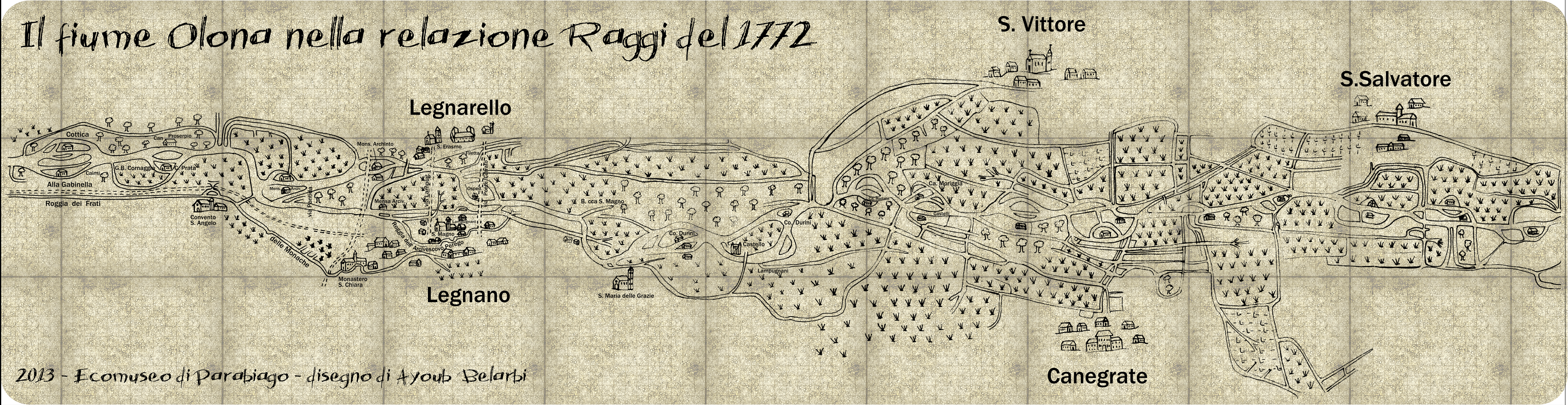
Mappa dell'ingegner Gaetano Raggi del Consorzio del fiume Olona, riportante il territorio da Legnano a Parabiago (1772)

Questa la cronologia degli avvenimenti più importanti collegati ai mulini ad acqua sull'Olona:
- 1043: in località "Cogonzio", rione di Castellanza (toponimo poi scomparso[3]), viene menzionato per la prima volta un mulino sul fiume Olona.
- 1174: durante la sua quinta discesa in Italia, Federico Barbarossa distrugge molti mulini per fiaccare la resistenza della Lega Lombarda.
- 1200 ca.: da alcuni documenti si apprende che un mulino, nei pressi dell'attuale castello di Legnano, era affidato a dei monaci seguaci della regola di Sant'Agostino. Sul convento di questi frati, che fu in seguito abbandonato, fu costruito il castello di Legnano.
- 1339: in una gelida mattina di febbraio, nella zona dei mulini, con i campi coperti di neve, fu combattuta la celebre battaglia di Parabiago fra Luchino a Lodrisio Visconti, che vide 4 000 fanti caduti in un sol giorno.
- 1510: l'esercito svizzero del Canton Ticino, in discesa verso Milano, distrusse la maggior parte dei mulini della valle Olona[30].
- 1594: i mulini di Legnano furono censiti e classificati in cinque categorie, corrispondenti a cinque tratti di fiume. Nel quartiere legnanese della Gabinella erano presenti cinque mulini, al Mugiato due impianti molinatori, nei pressi di piazza San Magno cinque mulini, a Legnanello un impianto molinatorio e vicino al castello due mulini.
- 1606: nella relazione dell'ingegner Barca non sono indicate le località dove sorgevano i mulini, ma sono presenti soltanto i nomi dei proprietari. Fra questi erano menzionati i Lampugnani, i Cusani ed i Salmoiraghi. Da Varese a Milano i mulini erano 106 e fra questi vi erano due magli e una folla da panno.
- 1772: dalla relazione del Raggi, nella zona ora interessata dal parco dei Mulini, esistevano 28 edifici destinati all'attività molinatoria. In questo documento furono annotati anche i cognomi dei mugnai: Cozzi, Montoli, Salmoiraghi e Rossetti. Dalla sorgente fino a Milano il numero totale dei mulini censiti era 106.
- 1881: fu compilata una "Nota delle industrie sul fiume Olona" a cura dell'ingegner Luigi Mazzocchi. Scorrendo quella nota, risultarono, da Varese a Milano, un totale di 55 mulini. Inoltre, si poté constatare la nuova vocazione, al servizio della nascente industria lombarda, degli antichi mulini ad acqua. A Legnano vennero censite quattro filature di cotone, a San Vittore Olona due opifici sempre per il cotone, a Canegrate tre mulini per la macinazione del grano, a Parabiago cinque impianti molinatori per la frantumazione del cereale citato, ed a Nerviano tre mulini a grano.

## I mulini presenti lungo l'Olona

### In provincia di Varese

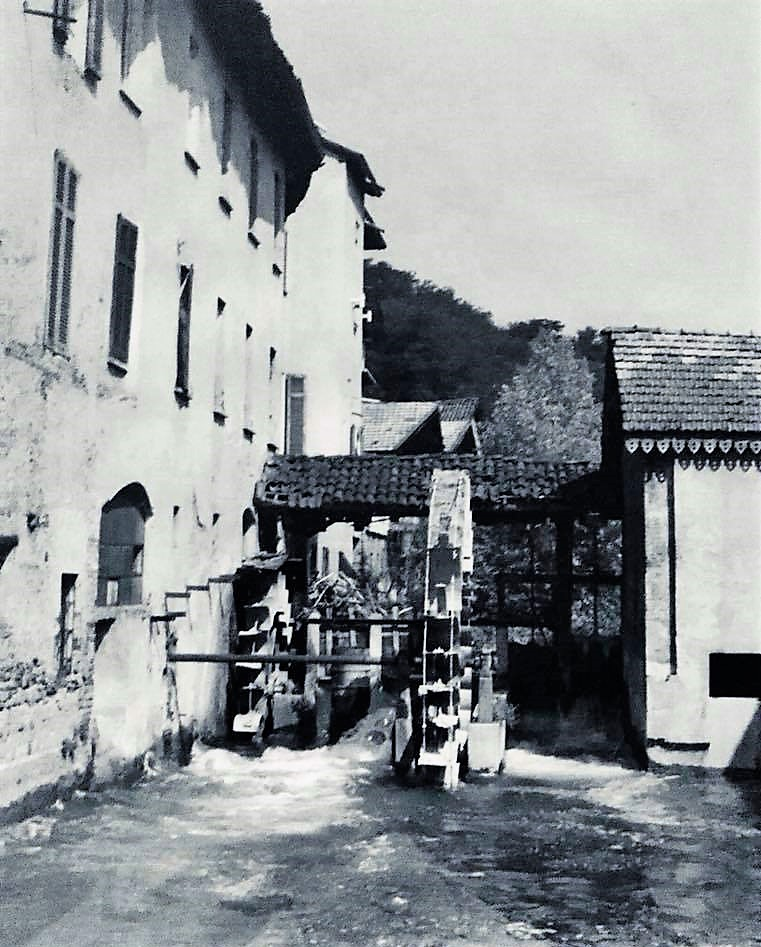
Il mulino del Sasso a Olgiate Olona negli anni 1960

Mulini Grassi a Varese

Partendo dalle sorgenti, i primi impianti molinatori di rilievo storico che si incontrano lungo l'Olona sono i mulini Grassi di Varese, che sono stati costruiti tra il XVI ed il XIX secolo. Sono stati ristrutturati per essere adibiti ad abitazione ed hanno, sui muri esterni, alcuni esempi di meridiane di grande interesse storico ed un pregevole affresco del 1675. Più a sud sono presenti i mulini Sonzini di Gurone, che sono anteriori 1772 e che sono stati adibiti ad abitazioni.
Sono rimasti in attività fino al 1970. A Vedano Olona è situato il mulino alle Fontanelle. Già presente nel 1772, possedeva una macina da grano ed un torchio. Subì un primo abbandono negli anni venti, poi fu ristrutturato negli anni settanta e di nuovo abbandonato nel decennio successivo.
A Castellazzo, località di Fagnano Olona, è situato il mulino Bosetti. Già censito come mulino Visconti nel 1772, fu catalogato come mulino del Ponte nel 1857 prima di assumere la denominazione di mulino Bosetti negli anni seguenti. Nel 1982 risultavano accessibili le sole abitazioni, mentre il resto è abbandonato. A Castelseprio è presente il mulino Zacchetto, che fu attivo per fini agricoli dal XVIII al XIX secolo. Divenne prima sede della società Pagani (anni venti), per poi venire trasformato in centrale elettrica. Dagli anni ottanta risulta abbandonato. A Gornate Superiore, frazione di Castiglione Olona, è situato il mulino del Celeste. Già mulino Mariani nel 1772 e mulino Guidali nel 1857, fu registrato con l'attuale denominazione nel 1881. Disponeva di torchi da olio e di una macina da grano. Dal 1930 è stato adattato ad abitazioni private. A Lonate Ceppino è situato il mulino Taglioretti. Anch'esso, nel 1722, era di proprietà Mariani. Prese la denominazione mulino Taglioretti nel XIX secolo. Fu a servizio della cartiera Canziani del 1901 e del cartonificio Samec dal 1920. Nel 1982 risultava abbandonato. A Gornate Olona sono presenti i mulini di Torba e San Pancrazio. Entrambi esistenti prima del 1772, assunsero i nomi delle rispettive frazioni del 1857. Cessarono le attività molinatorie verso metà del XX secolo. Sono in gran parte adibiti ad abitazioni. Ad Olgiate Olona è situato il mulino del Sasso. È ben conservato e quindi è in corso un progetto che prevede il ripristino completo dell'impianto idraulico.

### In provincia di Milano

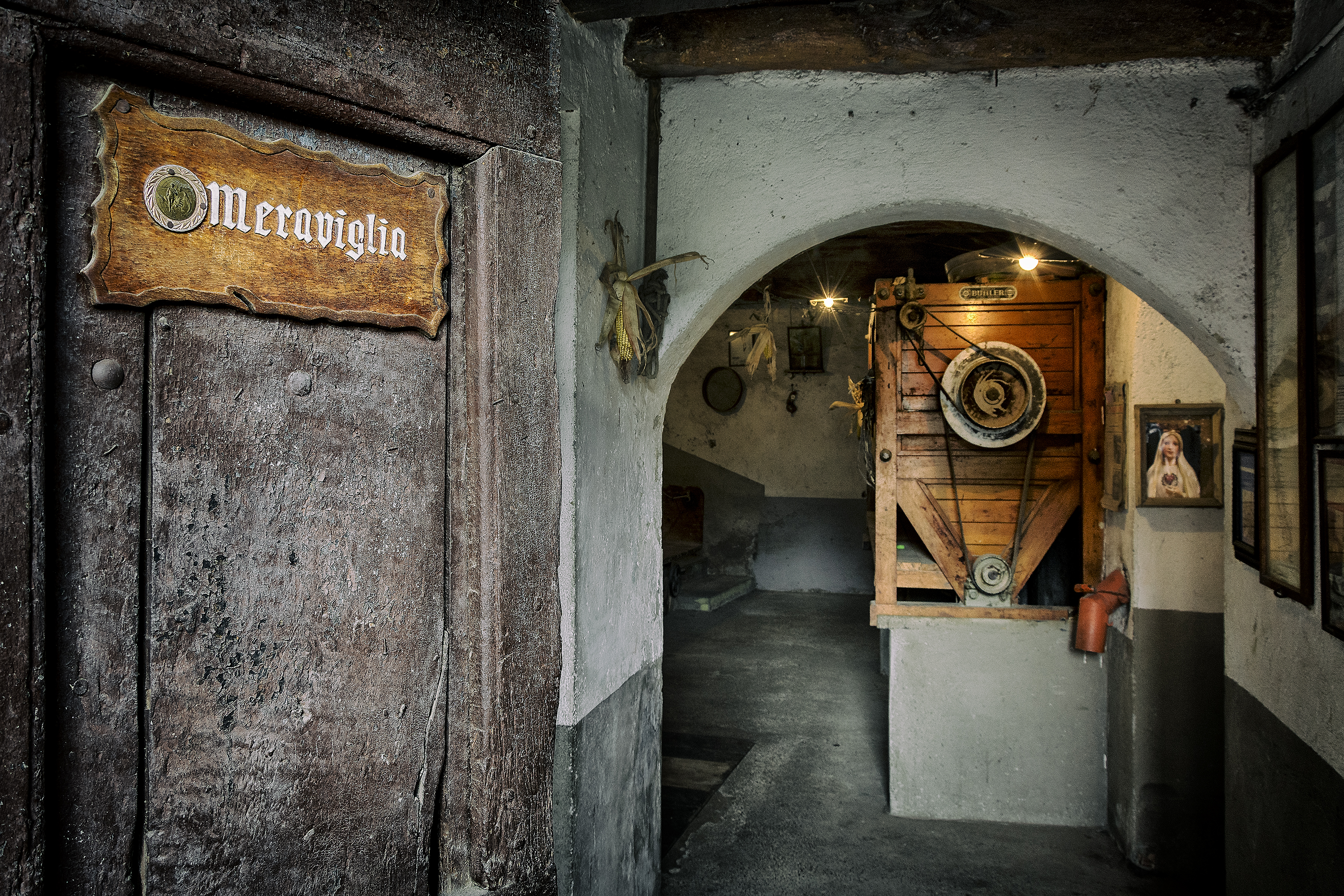
Interno del mulino Meraviglia a San Vittore Olona

Un mulino sull'Olona a Legnano in un'immagine del 1902

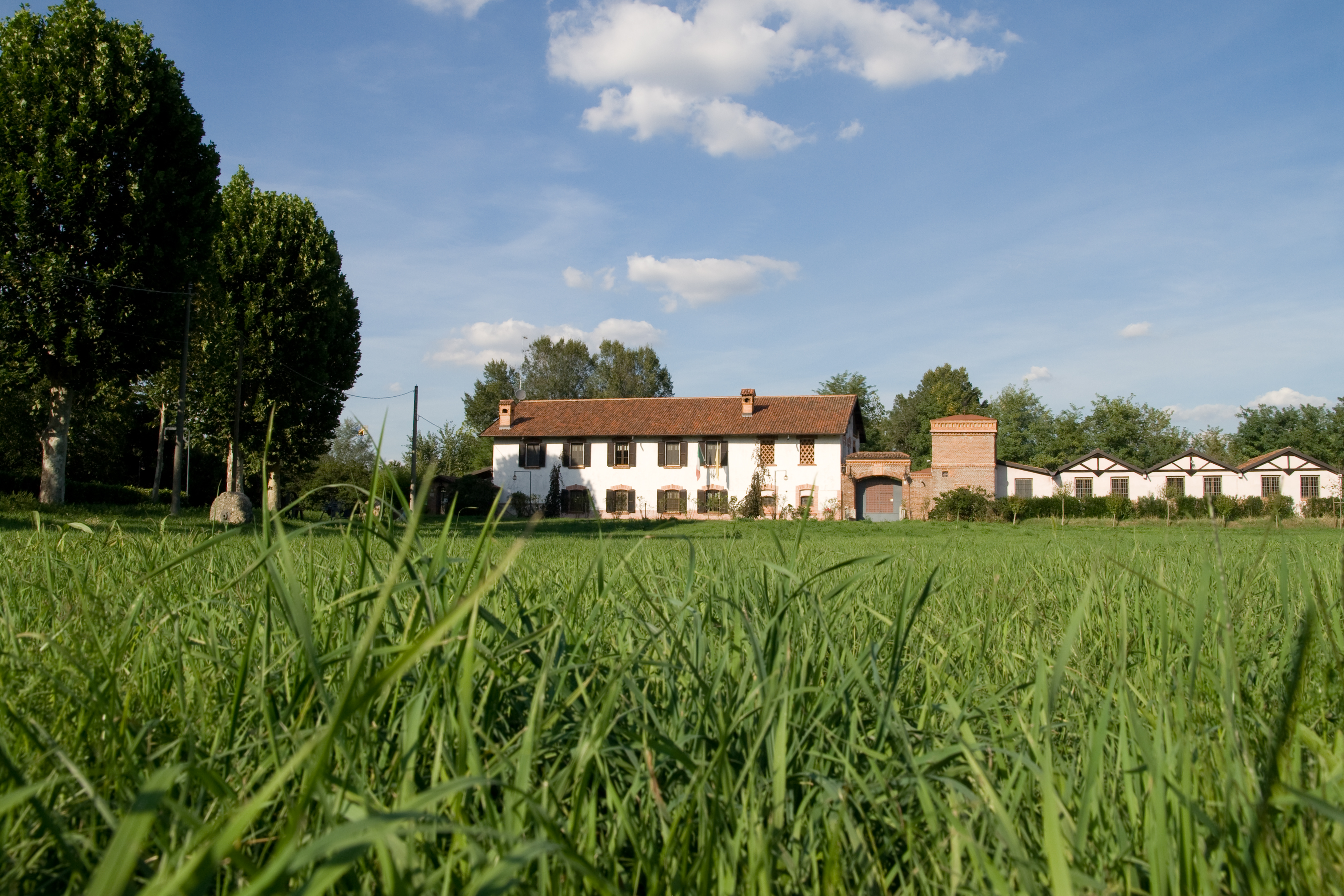
Il mulino Gajo-Lampugnani a Parabiago

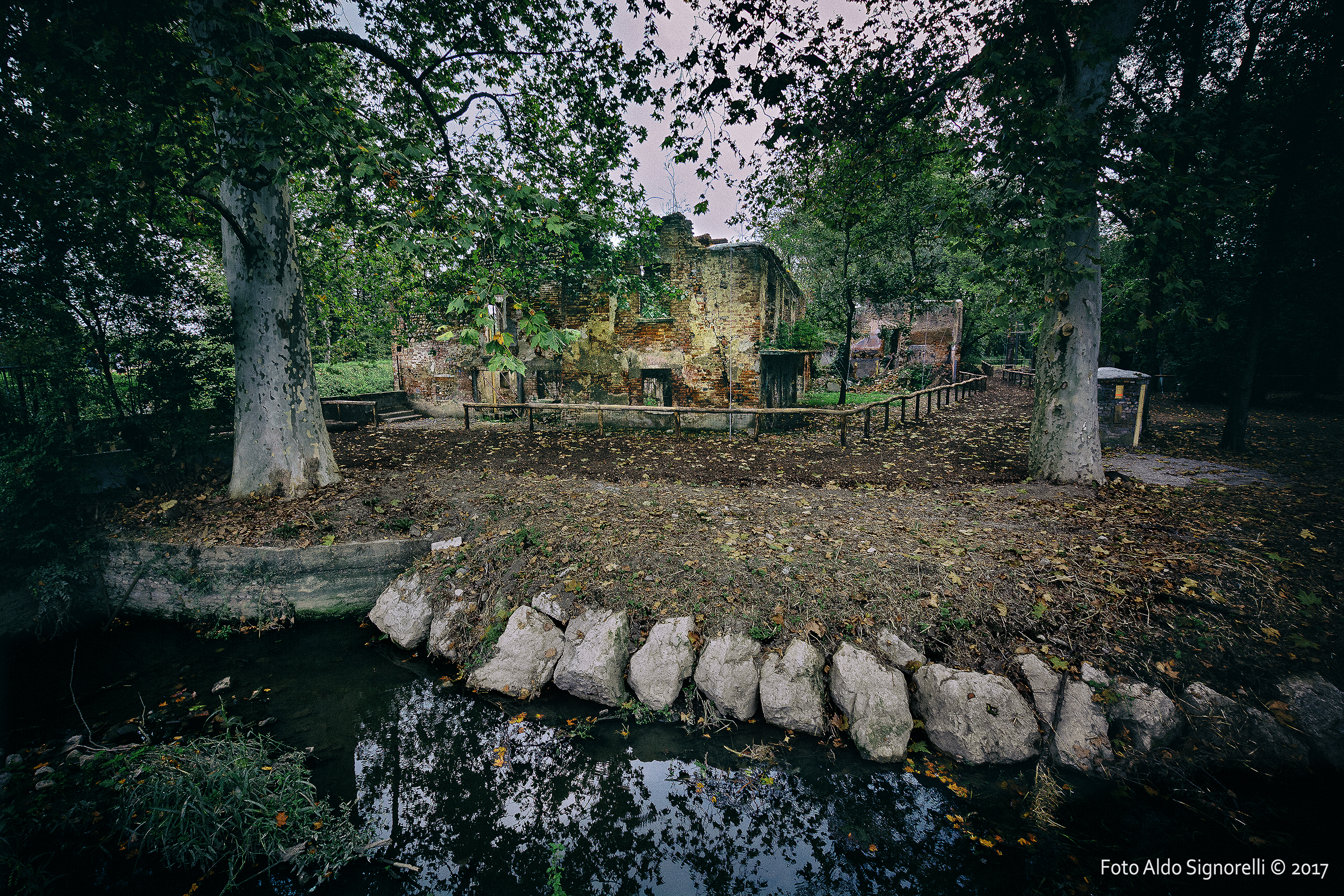
Scorcio del mulino Cornaggia a Legnano

Nel 1772, secondo la relazione Raggi, i mulini censiti in località Legnano erano 10, mentre in località Legnanello gli edifici destinati all'attività molinatoria erano due. Nel 1881, facendo invece riferimento alla relazione dell'ingegner Mazzocchi, risultarono censiti a Legnano solo cinque mulini. Sono giunte al XXI secolo solamente le rovine del mulino denominato "Sotto il Castello" o Cornaggia. Situato in via Molini, sull'isola dell'Olona dove sorge il castello di Legnano, risale alla prima metà del XVI secolo. Il mulino è in rovina e presenta evidenti crolli strutturali e deterioramenti diffusi. Non è stato effettuato nessun intervento edilizio, e la struttura è completamente dismessa. Non vige nessun vincolo. È di proprietà pubblica ed è previsto il riuso dell'edificio con insediamento di funzioni di servizio al parco adiacente: bar, uffici per i volontari ed addetti alla manutenzione del verde, magazzini e depositi, spogliatoi. A Legnano sono giunte sino al XXI secolo anche le memorie del mulino Bianchi.

Mulino Schiatti alla Gabinella a Legnano nel 1930.

Sempre secondo la relazione Raggi, i mulini censiti in località San Vittore Olona erano cinque, mentre nel 1881, facendo riferimento alla relazione dell'ingegner Mazzocchi, gli impianti molinatori erano tre. A San Vittore Olona è presente il mulino Melzi-Salazar. Situato in via Valloggia, risale a alla prima metà del XIII secolo, ed è in uno stato discreto, dato che conserva tuttora la struttura originaria ancora riconoscibile. Questo mulino conserva ancora le pale, sebbene non più funzionanti. Nei decenni precedenti al XXI secolo non è stato attuato nessun intervento edilizio, ed è di proprietà privata. Questo impianto molinatorio viene utilizzato per attività agricole e uso residenziale. Non vige nessun vincolo.. A San Vittore Olona è anche situato il mulino Cozzi. Si trova a in via Magenta, e si presume che risalga al XV secolo. È in buono stato di conservazione. Una parte della struttura è stata completamente rinnovata, anche se sono state conservate le pale, mentre il fienile ha mantenuto i caratteri originari. L'impianto molinatorio è stato ristrutturato ed è stato adibito ad uso residenziale ed agricolo. È di proprietà privata e non vige nessun vincolo. Il mulino Meraviglia è invece situato in via Valloggia; si presume risalga al 1230. È in buono stato di conservazione, dato che non presenta evidenti segno di deterioramento. Le pale sono in buone condizioni e sono funzionanti. È stata attuata una semplice manutenzione ordinaria, ed è di proprietà privata. Questo impianto molinatorio è utilizzato come residenza e per attività agricole. Il mulino De Toffol, che è il più antico impianto molinatorio a possedere le pale ancora funzionanti, risale al XIV secolo. Nel Comune citato sono anche giunte, sino al XXI secolo, le memorie del mulino Moriggia. Questo impianto molinatorio è antecedente al 1717, anno in cui i marchesi Castelli e Moriggia, nobili di Canegrate e Parabiago, ottengono dal consorzio del fiume Olona il permesso di rifacimento della chiusa. Nel 1733 le strutture erano gestite rispettivamente dai molinari Giuseppe Montoli e Carlo Angelo Montoli. Nel 1802 il mulino Castelli era passato alla proprietà Visconti Vimodrone. Nel 1839 in luogo del mulino Visconti Vimodrone era attiva una filatura di cotone (con ruota idraulica) che nel 1900 aveva 212 telai meccanici.
Nel 1772, secondo la relazione Raggi, risultarono censiti tre impianti molinatori in località Canegrate, numero che fu confermato nel 1881 dalla relazione dell'ingegner Mazzocchi. A Canegrate si trova il mulino Galletto o Agrati, che è quello conservato meglio. Situato in via Mulino Galletto, si presume risalga al 1570. È in buono stato, anche se ha perso la funzione di mulino, dato che è stato destinato a pizzeria-birreria. La proprietà è privata.. Il mulino Giulini, risalente al XVII secolo, presenta, come unica testimonianza della passata funzione, una roggia, che però è da tempo priva d'acqua. Il mulino Bersoldo-Montoli, che è di proprietà privata, è risalente al XVI secolo. Si trova in via Cascinette.
Sempre secondo la medesima relazione, risultarono censiti cinque impianti molinatori in località Parabiago, numero che fu confermato nel 1881 dalla relazione dell'ingegner Mazzocchi. A Parabiago è presente il mulino Rancilio. Situato in via Resegone, si presume risalga al XVII secolo. È in uno stato discreto, anche se gli interventi successivi ne hanno sostanzialmente modificato l'aspetto (ha infatti assunto il carattere di una cascina più che di un mulino). È stata effettuata una ristrutturazione complessiva, è di proprietà privata e lo stabile è destinato all'uso residenziale e agricolo.. Sull'isolino di via Resegone, sono presenti dei resti del mulino Corvini. Il mulino Moroni o Bert si trova in via Unione, e si presume risalga al XVII secolo. Si trova in buone condizioni generali. L'impianto molinatorio è però inattivo, e delle tre ruote con nervili, ne rimane solo una. La proprietà è privata, e lo stabile è destinato all'uso residenziale ed agricolo.. A Parabiago si trova anche il mulino Gajo-Lampugnani, che è quello meglio conservato.
Nel 1772, secondo la relazione Raggi, risultarono censiti cinque impianti molinatori in località Nerviano, numero che scese a tre nella relazione dell'ingegner Luigi Mazzocchi del 1881. A Nerviano è presente il mulino Star Qua, che è situato al confine con Parabiago. Di questo impianto molinatorio non si conosce l'epoca di costruzione. È in una discreta condizione generale, e presenta una buona riconoscibilità dei caratteri originari. È stata effettuata una ristrutturazione di tipo materico. Mantiene comunque la roggia con nervile e le ruote, che risalgono al 1885. È di proprietà privata e l'edificio è adoperato all'uso residenziale e agricolo. Il nome del mulino "Star Qua" è dovuto a una vicenda riguardante un episodio del 1853; ad un ordine di sgombero dei locali da parte delle truppe dell'esercito asburgico, il mugnaio rispose: "noi vogliamo star qua!". A Nerviano sono anche presenti il mulino Lombardi ed il mulino Arese.
A valle di Nerviano sono ancora rintracciabili il mulino Sant'Elena a Pregnana Milanese, mentre a Rho il molino Prepositurale, un tempo di proprietà della Parrocchia San Vittore e oggi completamente in abbandono, seguito più a valle dal mulino Cecchetti, trasformato in abitazione pur avendo conservato alcuni elementi dei macchinari in bella mostra nel giardino, oltre al molino Nuovo, posto in prossimità della confluenza con il torrente Bozzente e divenuto anch'esso residenza privata.
All'interno del territorio del comune di Milano l'unico esempio sopravvissuto ai giorni nostri è il Molino Dorino, situato nelle immediate vicinanze dell'omonima stazione della Linea Metropolitana 1. Tale impianto era alimentato dalle acque sorgive del fontanile Cagnola, poco prima della sua confluenza nell'Olona, che oggi scorre in questo tratto tombinata.

## La Cinque Mulini
Dai mulini lungo l'Olona prende il nome una tradizionale gara di cross campestre, la Cinque Mulini, che si corre ogni anno, in primavera, a San Vittore Olona. Nel 1953 è diventata una competizione internazionale. È inserita nel circuito World Cross Challenge, ovvero nel gruppo internazionale IAAF che raggruppa le più importanti gare di cross al mondo.